# دنطوان دومينيكاني
دنطوان دومينيكاني (الاسم العلمي:Danthonia domingensis) هو نوع من النباتات يتبع جنس الدنطوان من الفصيلة النجيلية.